# Ruminantia
Ruminantia je takson prežvekovalcev, ki ga uvrščamo v red sodoprstih kopitarjev in ga navadno dojemamo na ravni podreda. V podred Ruminantia spadajo mnogi dobro poznani muleži in smukavci, kot so denimo govedo, koze, ovce, jeleni in antilope. Za vse pripadnike taksona Ruminantia je značilna bakterijska fermentacija v prednjem črevesu; so tako imenovani prežvekovalci, za katere je značilna posebna dvofazna prebava hrane (običajno žvečenje in požiranje hrane ter sledeča regurgitacija deloma prebavljene hrane nazaj v ustno votlino, kjer poteče vnovično žvečenje).

## Evolucija
Ruminantiamorpha predstavlja klad sodoprstih kopitarjev, ki po mnenju Spauldinga in sodelavcev vključuje takson Ruminantia in vse taksone, bolje sorodne živečim pripadnikom podreda Ruminantia kot pa drugim živečim vrstam.
Uvrstitev taksona Ruminantia med sodoprste kopitarje (Artiodactyla) je predstavljena s pomočjo spodnjega kladograma:
|  | Tragulidae (pritlikavi pižmarji) |
|  |                                  |
|  | Pecora (nosilci rogov)           |
|  |                                  |

|  | Hippopotamidae (povodni konji) |
|  |                                |
|  | Cetacea (kiti)                 |
|  |                                |

|  | Tragulidae (pritlikavi pižmarji) |
|  |                                  |
|  | Pecora (nosilci rogov)           |
|  |                                  |

|  | Hippopotamidae (povodni konji) |
|  |                                |
|  | Cetacea (kiti)                 |
|  |                                |

|  | Tragulidae (pritlikavi pižmarji) |
|  |                                  |
|  | Pecora (nosilci rogov)           |
|  |                                  |

|  | Hippopotamidae (povodni konji) |
|  |                                |
|  | Cetacea (kiti)                 |
|  |                                |

|  | Tragulidae (pritlikavi pižmarji) |
|  |                                  |
|  | Pecora (nosilci rogov)           |
|  |                                  |

|  | Hippopotamidae (povodni konji) |
|  |                                |
|  | Cetacea (kiti)                 |
|  |                                |

|  | Tragulidae (pritlikavi pižmarji) |
|  |                                  |
|  | Pecora (nosilci rogov)           |
|  |                                  |

|  | Hippopotamidae (povodni konji) |
|  |                                |
|  | Cetacea (kiti)                 |
|  |                                |

|  | Tragulidae (pritlikavi pižmarji) |
|  |                                  |
|  | Pecora (nosilci rogov)           |
|  |                                  |

|  | Hippopotamidae (povodni konji) |
|  |                                |
|  | Cetacea (kiti)                 |
|  |                                |

|  | Tragulidae (pritlikavi pižmarji) |
|  |                                  |
|  | Pecora (nosilci rogov)           |
|  |                                  |

|  | Hippopotamidae (povodni konji) |
|  |                                |
|  | Cetacea (kiti)                 |
|  |                                |

|  | Tragulidae (pritlikavi pižmarji) |
|  |                                  |
|  | Pecora (nosilci rogov)           |
|  |                                  |

|  | Hippopotamidae (povodni konji) |
|  |                                |
|  | Cetacea (kiti)                 |
|  |                                |

Med samimi taksoni podreda Ruminantia naj bi bili pritlikavi pižmarji (Tragulidae) najizvirnejša (bazalna) družina, medtem ko naj bi preostali prežvekovalci pripadali nižjemu redu Pecora, za pripadnike katerega je značilna prisotnost rogov (ali rogovja). Do začetka 21. stoletja je veljalo, da je družina pižmarjev (Moschidae) sestrski takson jelenom (Cervidae). Filogenetska študija iz leta 2003 (pod vodstvom Alexandra Hassanina) je na podlagi analize mitohondrijske in jedrne DNK pokazala, da pižmarji in votlorogi (Bovidae) tvorijo sestrski klad jelenom. Po podatkih študije naj bi se jeleni od skupnega klada votlorogov in pižmarjev odcepili pred 27 ali 28 milijoni let. Spodnji kladogram prikazuje filogenetsko razvrstitev prežvekovalcev, ki temelji na analizah študije iz leta 2003
|  | Cervidae                                              |
|  |                                                       |
|  | \| \| Bovidae \| \| \| \| \| \| Moschidae \| \| \| \| |
|  |                                                       |
|  | Bovidae                                               |
|  |                                                       |
|  | Moschidae                                             |
|  |                                                       |

|  | Bovidae   |
|  |           |
|  | Moschidae |
|  |           |

|  | Cervidae                                              |
|  |                                                       |
|  | \| \| Bovidae \| \| \| \| \| \| Moschidae \| \| \| \| |
|  |                                                       |
|  | Bovidae                                               |
|  |                                                       |
|  | Moschidae                                             |
|  |                                                       |

|  | Bovidae   |
|  |           |
|  | Moschidae |
|  |           |

|  | Cervidae                                              |
|  |                                                       |
|  | \| \| Bovidae \| \| \| \| \| \| Moschidae \| \| \| \| |
|  |                                                       |
|  | Bovidae                                               |
|  |                                                       |
|  | Moschidae                                             |
|  |                                                       |

|  | Bovidae   |
|  |           |
|  | Moschidae |
|  |           |

|  | Cervidae                                              |
|  |                                                       |
|  | \| \| Bovidae \| \| \| \| \| \| Moschidae \| \| \| \| |
|  |                                                       |
|  | Bovidae                                               |
|  |                                                       |
|  | Moschidae                                             |
|  |                                                       |

|  | Bovidae   |
|  |           |
|  | Moschidae |
|  |           |

- Red ARTIODACTYLA (sodoprsti kopitarji)
  - Podred Tylopoda: kamele in lame, 7 živečih vrst in 3 rodovi
  - Podred Suina: svinje in pekariji
  - Podred Cetruminantia: prežvekovalci, kiti and povodni konji
    - Nerangirano ali podred Ruminantia
      - Nižji red Tragulina (parafiletski)
        - Družina †Prodremotheriidae
        - Družina †Hypertragulidae
        - Družina †Praetragulidae
        - Družina †Protoceratidae[5]
        - Družina Tragulidae (pritlikavi pižmarji): 6 živečih vrst v 4 rodovih
        - Družina †Archaeomerycidae
        - Družina †Lophiomerycidae

      - Nižji red Pecora
        - Družina Cervidae (jeleni): 49 živečih vrst v 16 rodovih
        - Družina †Gelocidae
        - Družina †Palaeomerycidae
        - Družina †Hoplitomerycidae
        - Družina †Climacoceratidae
        - Družina Giraffidae (žirafe): 2 vrsti in 2 rodova
        - Družina Antilocapridae (vilorogi): 1 vrsta in 1 rod
        - Družina †Leptomerycidae[5]
        - Družina Moschidae (pižmarji): 4 živeče vrste in 1 rod
        - Družina Bovidae: govedo, koze, ovce, antilope, 143 vrst v 53 rodovih